# De Tafel van Kees
De Tafel van Kees was een wekelijks discussieprogramma op zondagmorgen over actuele voetbalgebeurtenissen dat op Fox Sports Eredivisie werd uitgezonden. In het programma werd het voetbalnieuws van de afgelopen week besproken door Kees Jansma, vaste analist Hans Kraay jr. en een aantal wisselende gasten uit de voetbalwereld. Bij afwezigheid van Jansma werd het programma gepresenteerd door Toine van Peperstraten. Dit is in vijf jaar slechts eenmaal voorgekomen.
Het programma bevatte een wekelijks humoristisch overzicht van de gespeelde wedstrijden in de Eredivisie. Dit overzicht werd ingesproken door Koert Westerman. Tijdens de uitzending werd er een lunch verzorgd door een kok van 24Kitchen.

## Presentatoren
- Kees Jansma (2014-2019)

## Analytici
- Hans Kraay jr. (2014-2019) (Tafel van Kees)
- Kenneth Pérez (2015-2019) (Natafelen met Kees)

## Natafelen met Kees
Natafelen met Kees  was een spin-off van De Tafel van Kees. Iedere maandagavond ontvingen Kees Jansma en vaste analist Kenneth Pérez voetbaljournalisten en samen keken ze nog één keer terug op het afgelopen speelweekend.
Terugkerende sportjournalisten:
- Arno Vermeulen
- Willem Vissers
- Sjoerd Mossou
- Valentijn Driessen
- Leo Driessen
- Simon Zwartkruis
- Maarten Wijffels
- Henk Hoijtink
- Freek Jansen
- Martijn Krabbendam